# Bradley Ridge
Bradley Ridge är en bergstopp i Antarktis. Den ligger i Östantarktis. Australien gör anspråk på området. Toppen på Bradley Ridge är 1 632 meter över havet.
Terrängen runt Bradley Ridge är huvudsakligen platt, men söderut är den kuperad. Trakten är obefolkad. Det finns inga samhällen i närheten.